# England Championship Special
England Championship Special is een computerspel dat werd ontwikkeld door Tiertex en werd uitgebracht voor de Grandslam Video. Het sportspel werd uitgebracht in 1991 voor de Commodore Amiga, Atari ST, Commodore 64 en DOS. Het speelveld wordt van bovenaf getoond.

## Ontvangst
| Beoordeeld door                | Platform | Datum        | Score |
| ------------------------------ | -------- | ------------ | ----- |
| Computer and Video Games (CVG) | Amiga    | oktober 1991 | 21%   |
| Amiga Joker                    | Amiga    | juli 1991    | 16%   |